# Marchigüe
Marchigüe è un comune del Cile della provincia di Cardenal Caro nella Regione del Libertador General Bernardo O'Higgins. Al censimento del 2002 possedeva una popolazione di 6.904 abitanti.

## Società

### Evoluzione demografica
| Censimento del 1992 | Censimento del 2002 |
| 6.209 ab.           | 6.904 ab.           |